# 小岛工作室
株式会社小岛工作室是一所日本遊戲開發工作室，由遊戲製作人小島秀夫於2015年12月16日設立。

## 概要

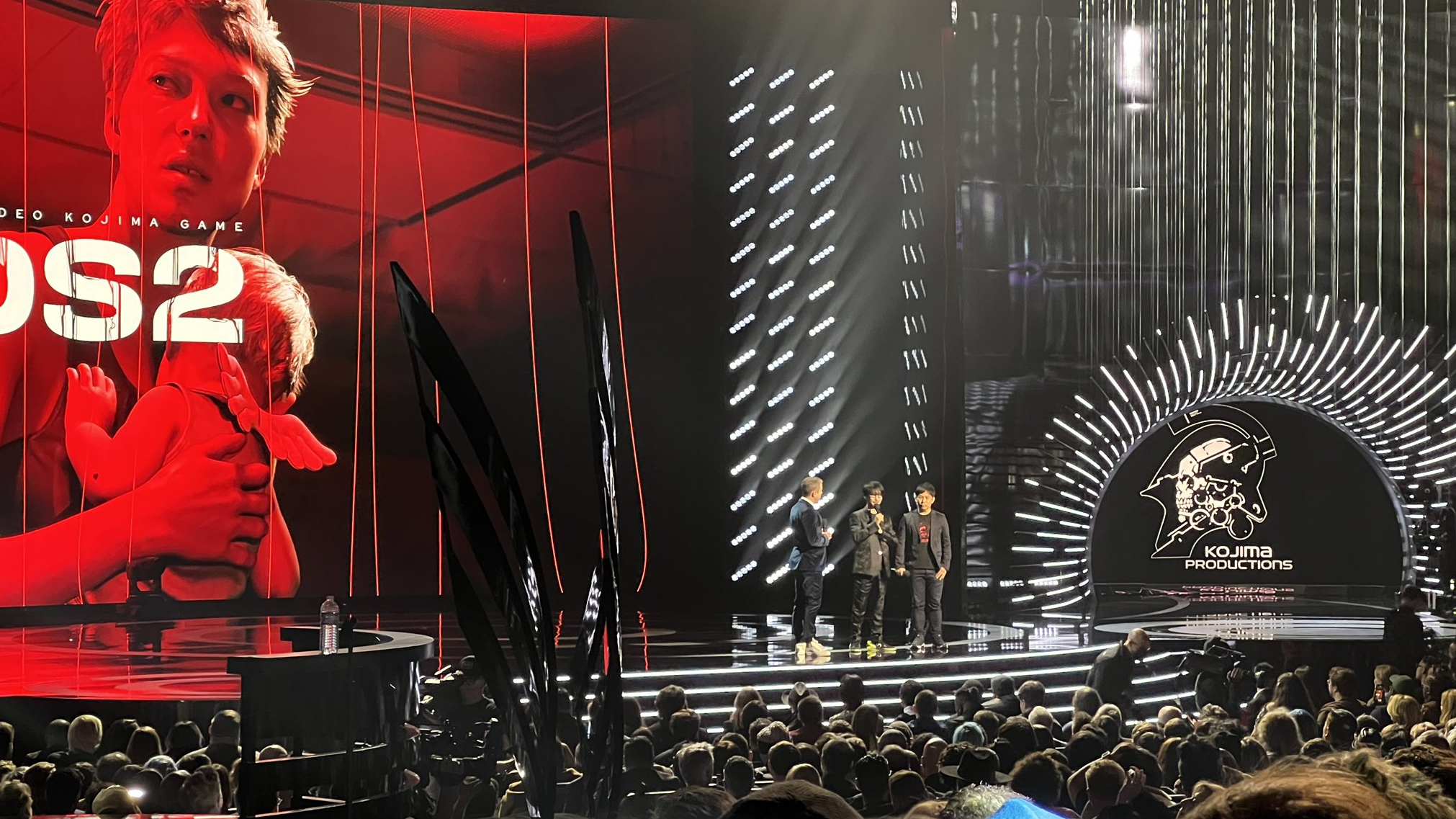
小岛秀夫在2022年游戏大奖上宣布《死亡搁浅2》游戏

2015年7月10日，《合金裝備》主角聲優大塚明夫証實，在科樂美集團重整後，小島工作室已經關閉。
2015年12月15日，小島秀夫正式確認自科樂美數碼娛樂退社，結束了他從1986年起的29年科樂美生涯。小島秀夫在翌（16）日於個人推特上公布另起爐灶，成立「株式會社小島工作室」；同日，索尼電腦娛樂亦發表「來自PlayStation的重要消息」，宣布與小島工作室簽約，並預計會開發一款PS4遊戲。
2022年6月13日，在微软Xbox·贝塞斯达游戏发布会上，小岛秀夫确认小岛工作室正在与Xbox游戏工作室一起开发一款全新游戏作品，但并未公布该游戏详细信息。
2022年12月8日在The Game Awards 2022上公布死亡擱淺2(名稱暫定)預告片，並表示同時正在製作一個新IP與數個影視作品。
2022年12月16日在Twitter上發布《死亡擱淺》將改編為電影，由《宿劫（Barbarian）》執行製片 Alex Lebovici 的 Hammerstone 工作室和遊戲團隊小島工作室聯合製作。
2023年12月8日，小岛秀夫在The Game Awards 2023上首次公开了由小岛工作室开发，Xbox游戏工作室发行的游戏项目《OD》（“PRODUCT:OD”）。为恐怖/惊悚类题材游戏，采用虚幻引擎开发；并宣布与《逃出絕命鎮》的导演喬登·皮爾合作，他将成为该游戏的主创之一，蘇菲亞·莉莉絲、亨特·谢弗、乌多·基尔参演。
小岛秀夫称《OD》将探索“测试恐惧阈值”这一概念，与工作室的其他作品一样，他将在本作中同时负责策划、编剧和游戏设计等职务，这部作品将是游戏，同时也是电影。
2024年2月1日，在索尼State of Play网络发布会上，小岛工作室公布了《死亡擱淺2》的新视频，并公布了游戏完整的名称：《死亡擱淺2：冥灘之上》。此外小岛秀夫出镜宣布将与索尼互动娱乐以及索尼哥伦比亚影业合力打造全新IP《Physint》，它将以谍战动作游戏+电影的双形态呈现。

## 主要製作人
- 小島秀夫
- 新川洋司
- 矢野健二（野島一人）

## 作品
| 发售时间 | 游戏名称                                            | 游戏类别     | 发行平台                                                                                           | 发行商                                        | 备注 |
| -------- | --------------------------------------------------- | ------------ | -------------------------------------------------------------------------------------------------- | --------------------------------------------- | ---- |
| 2019年   | 死亡擱淺 Death Stranding                            | 动作冒险     | PlayStation 4(一般版) PlayStation 5(導演剪輯版) Windows(一般版、導演剪輯版) macOS、iOS(導演剪輯版) | 索尼互动娱乐(PS4、PS5) 505游戏(Win、Mac、iOS) |      |
| 2025年   | 死亡擱淺2：冥灘之上 Death Stranding 2: On the Beach | 动作冒险     | PlayStation 5                                                                                      | 索尼互動娛樂                                  |      |
| 待定     | OD                                                  | 恐怖遊戲     | Xbox Series X/S Windows                                                                            | Xbox游戏工作室                                |      |
| 待定     | Physint                                             | 谍战动作冒险 | 待定                                                                                               | 索尼互動娛樂                                  |      |

## 外部連結
- 官方网站